# Ljudvig Alekseevič Čibirov
Ljudvig Alekseevič Čibirov (in russo: Людвиг Алексеевич Чибиров, in osseto: Цыбырты Алексейы Людвиг) (Tskhinvali, 9 novembre 1932) è un politico georgiano, presidente dell'Ossezia del Sud, dal 17 settembre 1993 al 18 dicembre 2001.
Čibirov è stato Presidente del Parlamento e in seguito, dopo le prime elezioni presidenziali, è divenuto Presidente dell'Ossezia del Sud, una repubblica de facto indipendente (anche se non internazionalmente riconosciuta) all'interno della Georgia. Nato nel 1932, Čibirov è un ex membro del Parlamento dell'Ossezia del Sud; prima delle elezioni del 1996, dal 1993 ricopriva la carica di Capo di Stato dell'Ossezia del Sud. Quando fu abolita la carica di Presidente del Parlamento in favore di quella di presidente, Čibirov divenne il primo a detenere tale titolo.
Alle elezioni del 1996 ricevette il 65% dei voti, mentre l'ex Primo Ministro Vladislav Gabaraev, che chiedeva la secessione dell'Ossezia del Sud dalla Georgia e la sua unificazione con l'Ossezia del Nord (parte della Russia), ottenne circa il 20% dei voti. Il Presidente georgiano Eduard Ševardnadze condannò le elezioni, definendole illegali.
Alle successive elezioni del 2001, il sessantanovenne Čibirov ricevette meno del 20% dei voti, mentre Stanislav Kochiev giunse secondo con il 25% dei voti e il trentottenne Ėduard Kokojty ottenne più del 48% dei voti.